# Lupinus caucensis
Lupinus caucensis är en ärtväxtart som beskrevs av Charles Piper Smith. Lupinus caucensis ingår i släktet lupiner, och familjen ärtväxter. Inga underarter finns listade i Catalogue of Life.